# AKB 1/48 愛上偶像
《AKB 1/48 愛上偶像》是由南夢宮萬代於2010年12月23日發行在PlayStation Portable平台的戀愛模擬遊戲。以日本偶像團體AKB48為題材。企畫構想是AKB48的總製作人秋元康。

## 概要
本遊戲的設定是「人氣偶像團體『AKB48』的成員全部愛上玩家」。在48位成員的誘惑和愛的告白中，拒絕47位成員的告白，最後和自己最喜歡的成員－即「本命」成員－達成最終結局為遊戲目標。和AKB48「可以面對面的偶像」概念相呼應，本遊戲的概念是「隨時隨地可以面對面的偶像」。
此外，本遊戲的系列作《與AKB1/48 偶像在關島戀愛的話…》在2011年10月6日發行。

## 遊戲方式
遊戲開始後玩家可在主選單的「電話簿」、「來電紀錄」中選擇想要和她約會的成員，並撥打電話開始遊戲。經過一次的約會事件後遊戲會回到主選單。約會事件中的成員台詞皆是由該成員親自錄製的語音。
遊戲開始時玩家可選擇全部48位成員，但約會事件結束後，未得到約會邀約的成員會「自然消失」，並從可攻略的名單（電話簿）中消除。此外，遊戲開始之後，並非所有在電話簿內的成員皆可邀約，而是只有對有來電紀錄或簡訊留言的成員，玩家才可以主動撥打電話。也就是說，玩家無法連續選擇同一位成員來快速完成遊戲。
遊戲故事內的約會活動結束時，畫面上會出現三選一的對話選擇問題，根據所選擇的選項，成員對玩家的好感度也會變動。選項的結果可以透過選擇後的音效來確認。若選擇了好感度下降的選項，成員有可能從玩家的電話簿中消失。此外也有成員目擊玩家約會的「跟蹤事件」，依照玩家的對話選擇，該成員也有可能從電話簿中消失。消失的成員可能會傳來簡訊要求復合，玩家若答應復合要求，該成員的名字即會回到電話簿內。約會結束後，視情況會得到成員傳來的特別交換卡片。
之後，好感度最高的成員會詢問玩家明天是否有空，稱為「告白前事件」，若玩家答應後即會進入「神告白事件」。玩家若接受成員告白就是完美結局，否則是悲劇收場。此外，就算玩家在遊戲中一直不選擇提高好感度的對話選項，曾經提高過一次好感度的成員或是遊戲最後剩下的一位成員也會觸發告白前事件，觸發告白前事件之後再度選擇該成員就會強制進入神告白事件，防止遊戲無法結束（最短約遊戲內時間15天、最長約65天）。在神告白事件內接受成員告白後經過完美結局動畫，遊戲就會結束。在結局動畫的工作人員名單中，玩家的名字會特別標示出來，神告白的成員名字旁也會加上親吻的圖示。
每位成員的約會事件、告白前事件、神告白事件皆有所不同。約會事件是由單張照片的對話方式進行，製作小組從從總共十萬張的照片中選出遊戲內使用的一萬張照片。此外，神告白事件是由影片方式呈現，全部成員合計約收錄了80分鐘的影片。

### 主選單
遊戲主選單中，畫面右上角會顯示遊戲內經過的天數和現實世界的時間。此外，在主選單中會播放AKB48的歌曲當作背景音樂，曲名會顯示在畫面上方。畫面中央則是以下所列的選單項目，可用左右鍵選擇。
- 備份 - 儲存或載入遊戲存檔
- 設定
- 相簿
- 電話簿（アドレス）
- 來電紀錄（着信履歴）
- 音樂播放（音楽プレイヤー）
- 相片時鐘（フォトクロック）
- 訊息相片（メッセージフォト）
- 48連線交換（48トレード） - 透過PlayStation Portable連線和其他玩家交換卡片

### 相簿
相簿內可瀏覽遊戲內解開的照片和影片。可瀏覽的內容如下。
- 交換卡片 - 在遊戲內滿足特定條件時所得到的卡片。可以利用「48連線交換」模式和其他玩家交換。
- 影片 - 告白、答應和拒絕時，共三段影片。
- 靜態影像 - 在約會事件中所出現的各種表情和服裝的照片。

### 電話簿
電話簿中可以根據成員的組別、好感度順序、五十音順序、出生年、加入AKB的年次順序排列。選擇成員後可看到成員照片、姓名、暱稱、出生年月日、出身地、身高、三圍和角色說明。此外，對有來電紀錄的成員，玩家也可以在此選擇約會邀約。從攻略名單中離開的成員，電話簿裡的姓名會如玻璃般破碎、背景會變成淡灰色，從下一回合開始便無法再選擇該成員。

### 來電紀錄
來電紀錄內可看到所有有來電的成員。只有顯示在這裡的成員，玩家才可以撥打約會邀約電話。此外，也有成員突然主動來電、或多名成員的電話錄音選擇等事件。隨著遊戲進行，好感度提高的成員姓名會從全名變成暱稱顯示。

### 音樂播放
音樂播放模式中可變更遊戲的背景音樂。遊戲內預設收錄以下的歌曲。玩家也可在遊戲中設定PlayStation Portable的特殊資料夾來存放MP3檔案，在遊戲中播放。此外，在隨機播放模式中，也可針對單一歌曲設定提高播放機率。
- RIVER
- 大聲鑽石
- 10年櫻
- 驚喜之淚!
- Maybe是藉口
- 櫻花印記
- 馬尾與髮圈
- 無限重播
- Beginner
- 機會的順序

### 相片時鐘
相片時鐘是各成員手持素描本報時的時鐘。有多張相片及成員親自錄製的語音鬧鐘。但遊戲預設僅收錄內田真由美的時鐘，其他成員的時鐘需透過PlayStation Store購買。

## 角色
遊戲中出場的是2010年8月底前的AKB48正式成員。如以下所列（按遊戲內的排序）。
| Team A     | Team K     | Team B     |
| ---------- | ---------- | ---------- |
| 岩佐美咲   | 秋元才加   | 石田晴香   |
| 多田愛佳   | 板野友美   | 奥真奈美   |
| 大家志津香 | 內田真由美 | 河西智美   |
| 片山陽加   | 梅田彩佳   | 柏木由紀   |
| 倉持明日香 | 大島優子   | 北原里英   |
| 小嶋陽菜   | 小野惠令奈 | 小林香菜   |
| 指原莉乃   | 菊地あやか | 小森美果   |
| 篠田麻里子 | 田名部生来 | 佐藤亞美菜 |
| 高城亞樹   | 中塚智實   | 佐藤すみれ |
| 高橋みなみ | 仁藤萌乃   | 佐藤夏希   |
| 仲川遙香   | 野中美鄉   | 鈴木まりや |
| 中田ちさと | 藤江れいな | 近野莉菜   |
| 仲谷明香   | 松井咲子   | 平嶋夏海   |
| 前田敦子   | 峯岸みなみ | 增田有華   |
| 前田亞美   | 宮澤佐江   | 宮崎美穗   |
| 松原夏海   | 米澤瑠美   | 渡邊麻友   |

## 外部連結
- （日語） 遊戲官方網站（页面存档备份，存于）
- 宣傳影片（页面存档备份，存于） - YouTube